# Південьсталь (трест)

Південьсталь — трест, що об'єднував основні металургійні підприємства України. Існував у 1922—1929 роках.

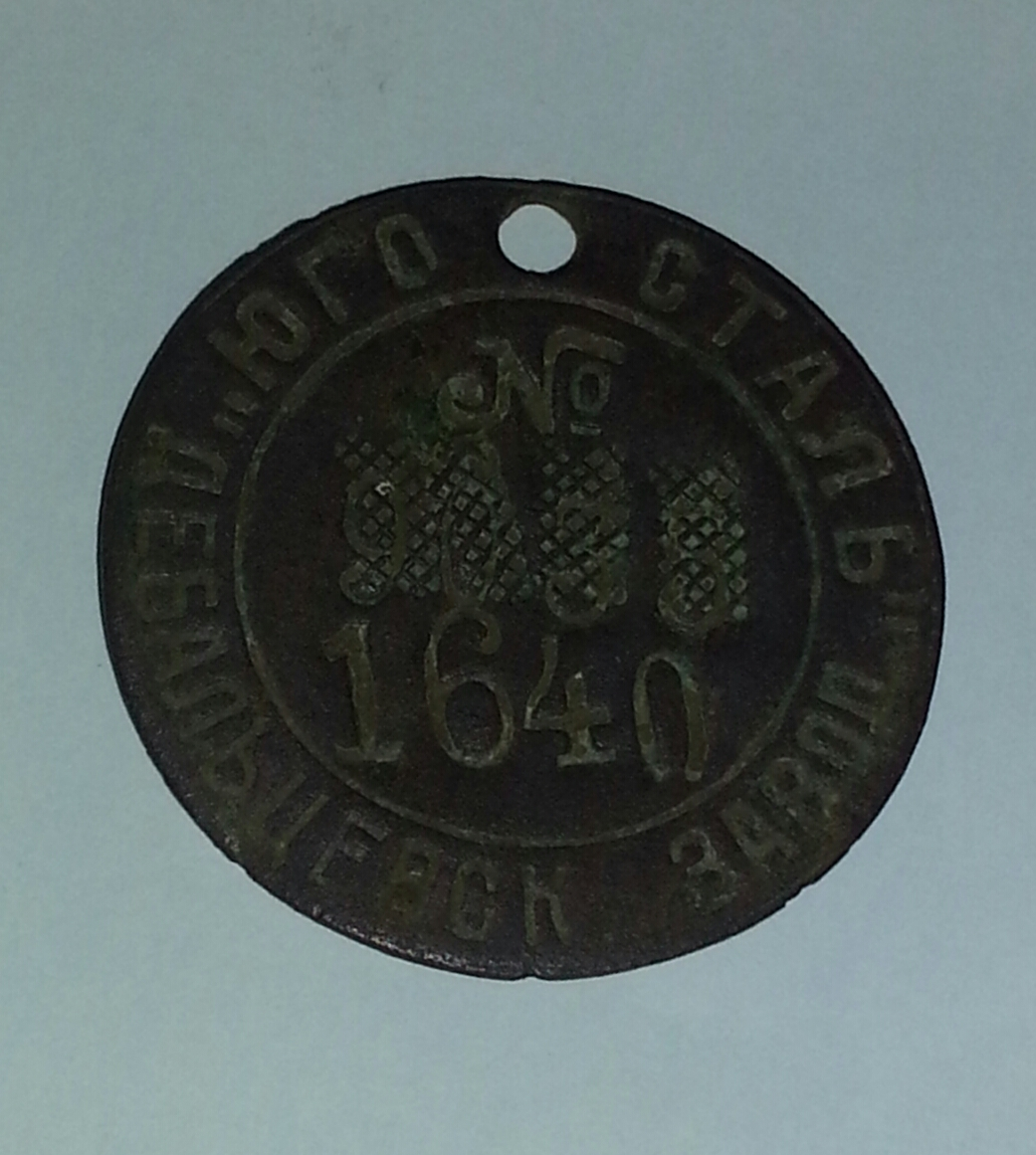
Жетон «Південьсталі»

## Історія створення та діяльності

### Передумови
Інтенсивний розвиток металургії на українських етнічних землях, що входили до Російської імперії, відбувався від кінця 19 ст. (1869) переважно за рахунок іноземних інвестицій .
Донбас був єдиним, у межах Європейської частини Росії, постачальником вугілля, з якого виробляють металургійний кокс .
Найбільший рудний район Російської імперії — Криворізький, давав до 1914 року 3,2% світового видобутку руди, в той час, як видобуток у всій імперії становив 5,8% видобутку шести головних країн світу (США — 36,3%, Німеччина — 24,7, Франція — 13,8, Англія — 12,5, Іспанія — 6,9%) .
На початку 20 ст., напередодні Першої світової війни, видобуток залізної руди та вугілля, а також виробництво чавуну і сталі становили 75% (чавун), а загалом — 2/3 загальнодержавного виробництва, що складало більше 70% загального обсягу виробництва промисловості Російської імперії.
1915 року в Україні (Харківський і Луганський заводи) було виготовлено 40% паровозів, побудованих в Російській імперії . Рейки, що виготовлялися на українських заводах відвантажувалися до Румунії, Італії, Данії, Болгарії, Південної Америки, Мексики, Китаю, Японії і, нарешті, до Англії та її колоній .
За роки Першої світової та громадянської війн видобуток руд, вугілля та виробництво металу зменшилося у кілька разів. Але доля Донецького басейну у видобутку вугілля залишилася високою — 66% (1921) .
Більшовики, захопивши владу в Росії, вважали, що без руди, вугілля та металу з українських земель їх держава існувати не зможе. Це було головною причиною спроб захоплення більшовиками влади в УНР, створення маріонеткової Донецько-криворізької республіки на українських землях та війни проти УНР, ініційованих урядом Російської республіки на чолі з Володимиром Ульяновим вже наприкінці 1917 року . Так, наприкінці листопада В. Ульянов обговорює з Г. Петровським, на той час наркомом внутрішніх справ РСФРР, питання націоналізації металургійної та вугільної промисловості Донбасу .
Під час IV-го Всеросійського з'їзду Рад (березень 1918) у Москві відбулась нарада В. Леніна з Межлаук Валерій Іванович|В. І. Межлауком]] та Ф. А. Сергєєвим (Артемом), де розглядалося питання про визнання Донецько-Криворізької Республіки автономною частиною УСРР.

Член Політбюро ЦК РКП(б), Голова Реввоєнради РСФРР, нарком шляхів сполучення, голова Повноважної комісії у справах Донецького басейну Лев Троцький 12 листопада 1920 року зазначав:

| Відродження господарства Російської і зокрема Української Радянської Республік неможливо без відродження вугільної промисловості Донецького басейну. Зараз немає у всій країні іншого більш важливого питання [9]. Оригінальний текст (рос.) Возрождение хозяйства Российской и в частности Украинской Советской Республик невозможно без возрождения угольной промышленности Донецкого бассейна. Сейчас нет во всей стране другого более важного вопроса. |.
Не змінилося ставлення московської влади до України й після проголошення у січні 1918 року її незалежності від Російської республіки .
28 грудня 1920 року під час VIII Всеросійського з'їзду Рад у Москві був підписаний «Союзний договір між РСФРР та УСРР» про «військовий та господарський союз»,— з боку РСФРР,— Головою Раднаркому РСФРР В. Леніним та Наркомом закордонних справ РСФРР Г. Чичеріним та,— з боку УСРР,— Головою Раднаркому УСРР та Наркомом закордонних справ Х. Раковським   . Для досягнення проголошеної мети об'єднувалися «Комісаріати: 1) Воєнних та Морських Справ, 2) Вища Рада Народного Господарства, 3) Зовнішньої Торгівлі, 4) Фінансів, 5) Праці, 6) Шляхів Сполучення и 7) Пошти й Телеграфу». Від цього часу всі рішення стосовно господарської діяльності в Україні приймалися урядом РСФРР, а уряд УСРР ставав його виконавчим підрозділом.
Після встановлення т. зв. Радянської влади на українських землях і утворення маріонеткового уряду УСРР, ще до «утворення СРСР», рішення щодо розвитку промисловості на українських землях приймалися у Москві. Також, без будь-яких застережень, підприємства УСРР розглядалися як складові «народного господарства Росії», як, наприклад, у статистично-економічному щорічнику «Народне господарстьво Росії за 1921/22 р.» .

### Створення тресту
Постановою президії ВРНГ РСФРР від 27 жовтня 1921 року та додатковою постановою від 22 грудня 1921 року  і наказом ВРНГ РСФРР № 8 від 16.01.1922 року при Українській Раді Народного Господарства у складі Головметукра було створене Об'єднане Правління Петровських, Макіївських та Юзівських заводів і рудників «Південьсталь». Постанової президії ВРНГ РСФРР від 18 вересня 1922 року воно було реорганізоване у Південний Металургійний Трест «Південьсталь» .
1923 року ВРНГ СРСР захопила оперативне управління трестами «Південьсталь» та «Південний машинобудівний трест», які підпорядковувалися
УРНГ. 1924 року перенесла правління «Південьсталі» із Харкова до Москви .

### Підпорядкування та керівництво
Південний Металургійний трест «Південьсталь» був віднесений до трестів загальносоюзного значення й знаходився у безпосередньому підпорядкуванні ВРНГ СРСР (наказ ВРНГ СРСР № 167 від 29 листопада 1923 р.).
В оперативній діяльності трест був ппідпорядкований безпосередньо Головметалу, взаємовідносини з яким визначались наказом ВРНГ СРСР  № 44 від 26 січня 1923 р. Стосунки з ВРНГ УСРР також визначалися наказами ВРНГ СРСР (№ 43 від 29/1-1924 р., № 334 від 24/I-1925 р. та № 473 від 20/II-1925 г.).
Статут «Південьсталі» був затверджений Радою праці та оборони СРСР 1 квітня 1925 p.

### Структура тресту
До складу тресту увійшли заводи:1) Петровский, 2) Макіївський з Харциським, 3) Юзівський, 4) Південно-Брянський, 5) Шодуар «А», 6) Шодуар «В» із пічним, 7) Шодуар «С», 8) Гантке, 9) Сіріус, 10) Дніпровський, 11) Нікополь-Маріупольський, 12) «Російський Провіданс», 13) Сулинський, 14) Донецько-Юріївський, 15) Таганрозький-металургійний,   16) Дружківський,   17) Гданцевський, 18) Кадіївський, 19) Ольховський, 20) Костянтинівський, 21) Дебальцівський, 22) Керченський та рудники 1) Петровскі, 2) Макіївські и 3) Юзівські.